# Chelsea Cooley
Chelsea Cooley (ur. 30 października 1983 w Mint Hill, Karolina Północna) – amerykańska aktorka i królowa piękności, która zdobyła tytuł Miss USA w 2005 r. Następnie, w konkursie Miss Universe, zajęła miejsce w pierwszej dziesiątce.